# Proceed
Proceed ist ein Magdeburger EBM-/Elektro-Projekt von André S. und Daniel P.

## Bandgeschichte
1999 setzen André und Daniel ihre Visionen von einem eigenen EBM-Projekt in die Tat um und gründeten 'PROCEED'. Die Band orientierte sich musikalisch hauptsächlich an Acts wie Nitzer Ebb oder Pouppée Fabrikk, ließ allerdings auch technoide Elemente in die Musik einfließen.
Nach einigen Liveauftritten mit Bands wie Decoded Feedback, E-Craft, Ionic Vision nahmen sie im Sommer 2000 ihre erste PromoCD („tunguska-EP“) auf.
Ende 2004 erschien ihr Debütalbum „Fehlgesteuert“. Sie holten René S. als Livedrummer und spielten unter anderem auch 2005 auf dem WGT.
Durch das Beisteuern eines Titels für den Sampler „Awake the Machines 5“, wurde das Plattenlabel Out of Line auf sie aufmerksam, worauf sie im Januar 2006 ihr zweites Album „Neusprache“ veröffentlichten.
Nach dem Release gingen Proceed gemeinsam mit Spetsnaz auf Tour. Danach nahmen sie das nächste Album „Laut“ auf, welches Anfang 2007 fertiggestellt wurde und Live im Rahmen einer Europa-Tour als Support der mexikanischen Band Hocico präsentiert wurde.
Seit 2010 beschäftigt sich Frontmann André S. intensiv mit seinem Nebenprojekt NordarR.

## Diskografie

### Alben
- 2004: Fehlgesteuert
- 2006: Neusprache
- 2007: Laut

### EP
- 2000: tunguska-EP (DemoCD)